# Nižná Pisaná
Nižná Pisaná (in ungherese Alsóhímes) è un comune della Slovacchia facente parte del distretto di Svidník, nella regione di Prešov.